# Fabro
Fabro é uma comuna italiana da região da Umbria, província de Terni, com cerca de 2.696 habitantes. Estende-se por uma área de 34 km², tendo uma densidade populacional de 79 hab/km². Faz fronteira com Allerona, Cetona (SI), Città della Pieve (PG), Ficulle, Montegabbione, Monteleone d'Orvieto, San Casciano dei Bagni (SI).

## Demografia
| Variação demográfica do município entre 1861 e 2011                               |
|                                                                                   |
| Fonte: Istituto Nazionale di Statistica (ISTAT) - Elaboração gráfica da Wikipedia |